# アゼチジン
アゼチジン(Azetidine)は、飽和四員環複素環式化合物である。シクロブタンの炭素原子一つが窒素に置換した構造を持つ。
常温下では茶色を帯びた透明の液体で、アンモニア様の臭気を有する。水と混和する。多くの二級アミンより塩基性が強い。引火性が強く、皮膚を腐食させる。
天然では、ムギネ酸やアゼチジン-2-カルボン酸などの誘導体が存在する。